# Droujkivka
Droujkivka (en ukrainien : Дружківка, en russe : Дружковка, Droujkovka) est une ville de l'oblast de Donetsk, en Ukraine.
Sa population s'élevait à 31 000 habitants en 2024. Droujkivka fait partie de l'agglomération de Kramatorsk.

## Géographie

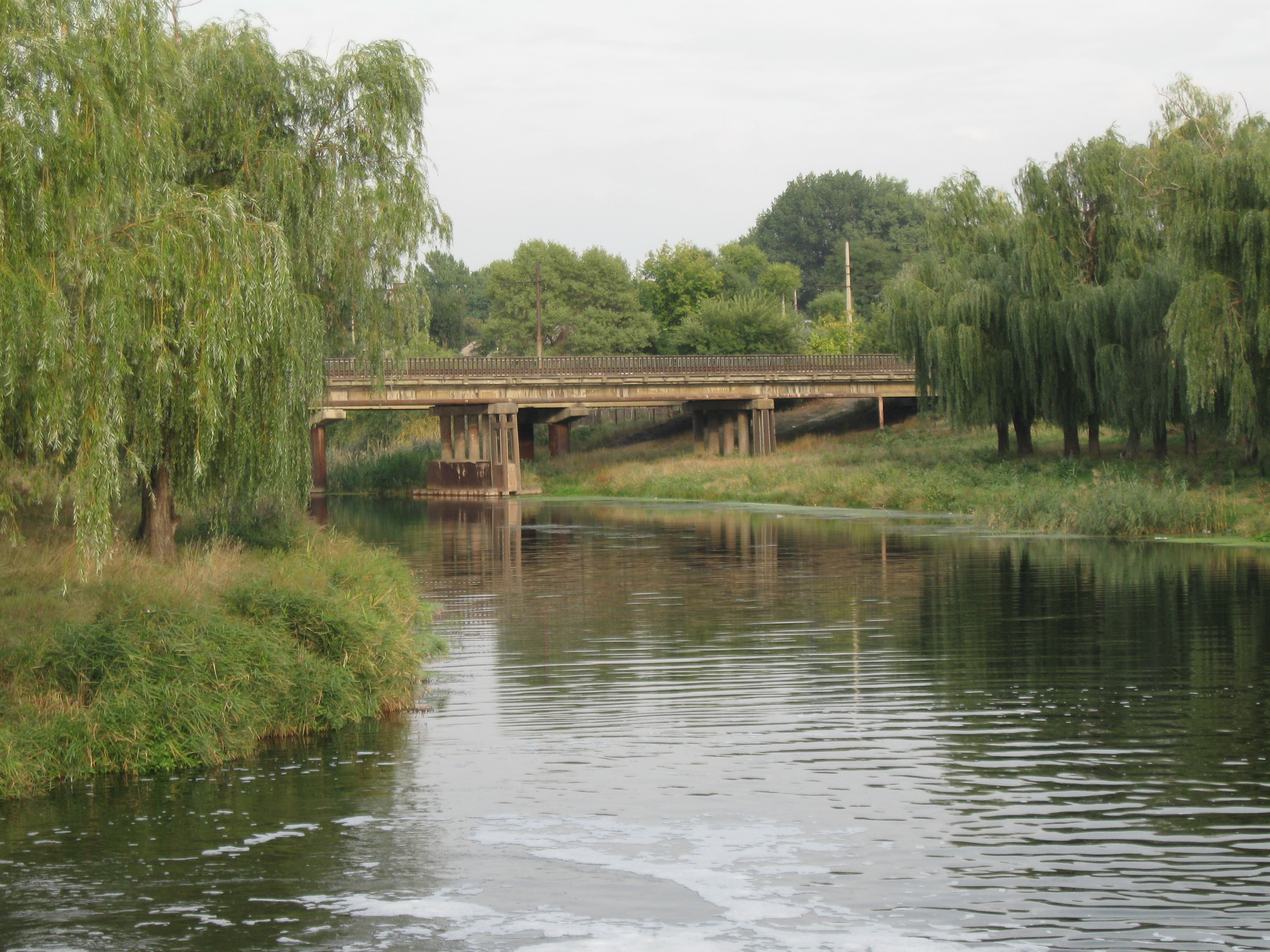
La rivière Kazenny Torets.

Droujkivka est située à 12 km au sud de Kramatorsk et à 72 km au nord de Donetsk, sur la rivière du Krivyï Torets en amont de son confluent avec le Kazenny Torets.

## Histoire

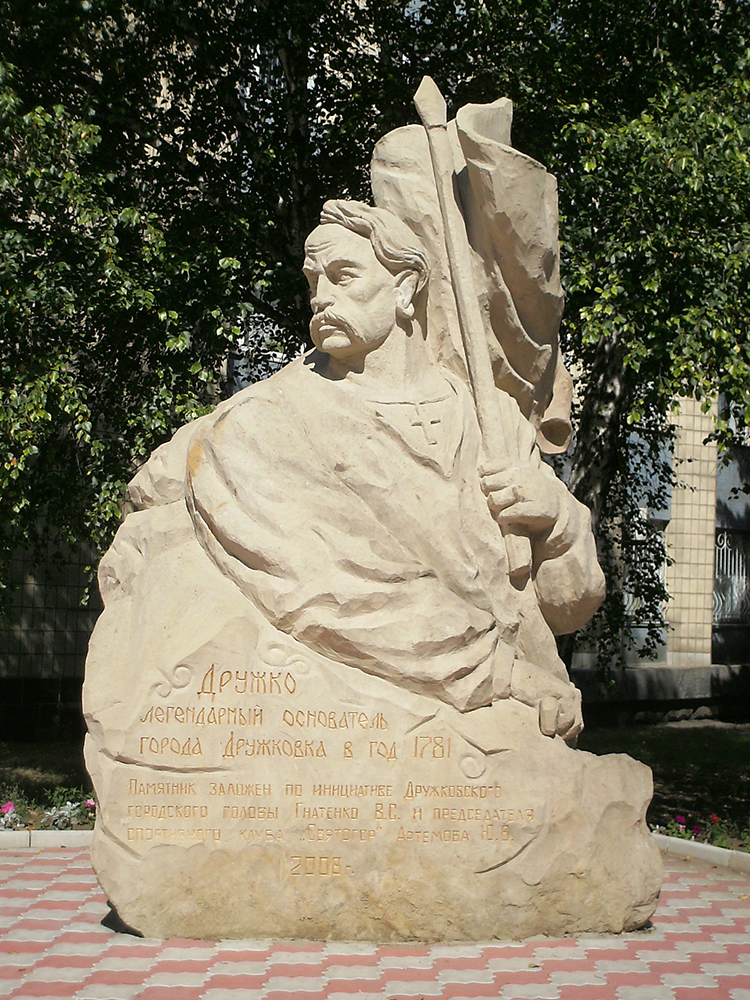
Monument au cosaque zaporogue Droujko, inauguré en 2008.

Selon une légende, le fondateur de la ville était un cosaque Drujko, qui a établi un poste cosaque sur le territoire d'Oleksiyevo-Druzhkivka dans la première moitié du XVIIe siècle.
Selon la "Revue historique de l'Église chrétienne orthodoxe dans l'actuel diocèse d'Ekaterinoslav avant son ouverture officielle", Druzhkivka, est une colonie de Zaporizhia établie en 1781. Elle a abrité un groupe de Cosaques zaporogues.
La ville a commencé à se développer après l'ouverture de la gare de Droujkivka, sur la voie ferrée Koursk – Kharkiv – Azov, dans les années 1890. 
Au début du XXe siècle, plusieurs installations industrielles étaient en activité : une usine sidérurgique construite par des Français, une usine de matériel ferroviaire construite par des Belges et une sucrerie.
A la même époque, de nombreux agriculteurs s'y installèrent, venant des régions d'Orel et de Koursk, en Russie. Les habitants bénéficiaient de deux hôpitaux, quatre écoles élémentaires, deux églises.
Au cours du Premier plan quinquennal, la plus grande usine d'articles métalliques de l'Union soviétique (1929) fut construite, puis une centrale électrique, de nouveaux ateliers à l'usine métallurgique. Une importante usine de constructions mécaniques fut reconstruite, devenant l'usine Toretski zavod imeni Vorochilov, qui occupait 5 602 travailleurs en 1941. En 1938, Droujkivka accéda au statut de ville. L'année suivante, elle avait 32 000 habitants.
La ville est occupée par l'armée allemande le 26 octobre 1941. Les Allemands y commettent plusieurs exécutions de masse de la population juive dans le cadre de la Shoah par balles. Sous l'occupation, l'organisation du Komsomol L'Étincelle de Lénine («Ленинская искра») continue ses activités. Les Allemands tuent 1 130 habitants et déportent en Allemagne 1 214 personnes.
La ville est libérée une première fois par l'Armée rouge du front du Sud le 6 février 1943 au cours de l'opération Vorochilov; mais elle est reprise le 9 février 1943 par les Allemands. Elle est finalement libérée le 6 septembre 1943 au cours de l'opération Donbass par la 279e division de fusiliers sous le commandement du colonel Tcherviakov.
Après la guerre, plusieurs établissements industriels furent mis en service : usine de matériaux de construction (1954), usine à gaz (1958) et fabrique de porcelaine (1971). L'extraction minière commença en 1958. Un pont routier sur la rivière Krivyï Torets (ukrainien : Кривий Торець) fut ouvert à la circulation. En 1968, fut construite l'usine de constructions mécaniques de Droujkivka nommée « Cinquantième anniversaire de l'Ukraine soviétique ».

### XXIesiècle
À l'élection présidentielle de 2004, la ville vota nettement en faveur de Viktor Ianoukovytch (92,49 % des voix) ; Viktor Iouchtchenko n'obtenant que 5,42 %.
Prise par les séparatistes à la mi-avril 2014 pendant le soulèvement pro-russe de 2014 en Ukraine, la ville est reprise par les forces gouvernementales le 7 juillet, le même jour que Bakhmout.
Durant le conflit russo-ukrainien, la ville est bombardée, notamment le 5 juin 2022.

## Population
Recensements (*) ou estimations de la population :
| 1873  | 1923* | 1926* | 1939*  | 1959*  | 1970*  |
| ----- | ----- | ----- | ------ | ------ | ------ |
| 6 000 | 3 432 | 5 747 | 31 781 | 43 124 | 53 338 |

| 1979*  | 1989*  | 2001*  | 2011   | 2012   | 2013   |
| ------ | ------ | ------ | ------ | ------ | ------ |
| 64 310 | 73 723 | 64 557 | 60 581 | 60 255 | 59 863 |

## Économie

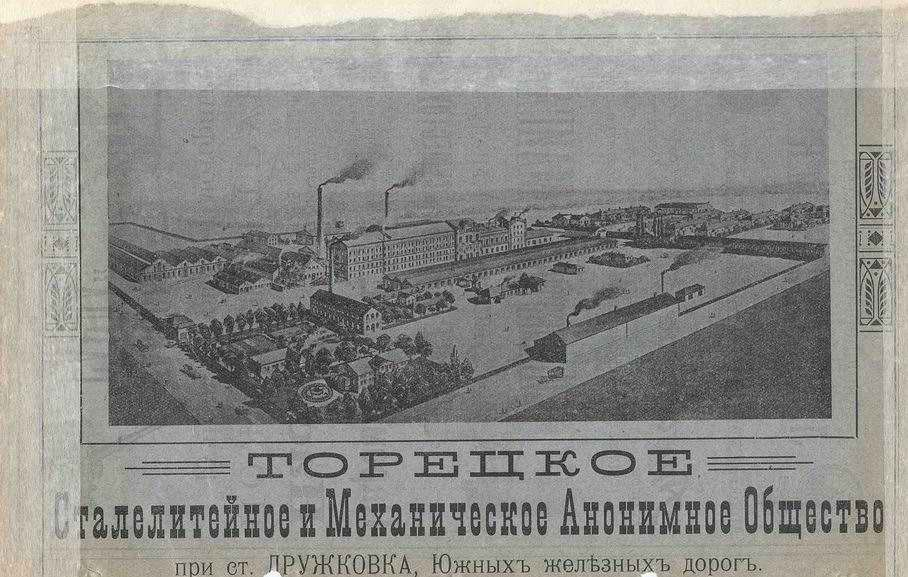
Image historique de l’aciérie de la ville, avant 1917.

La principale entreprise de Droujkivka est la société Droumach ou Droujkovski machinostroïtelny zavod (en russe : Дружковский машиностроительный завод), qui remonte à 1893 et qui est spécialisée depuis 1936 dans l'équipement minier, en particulier pour soutènement d'excavation. Elle emploie 3 255 salariés en 2007.

## Illustrations

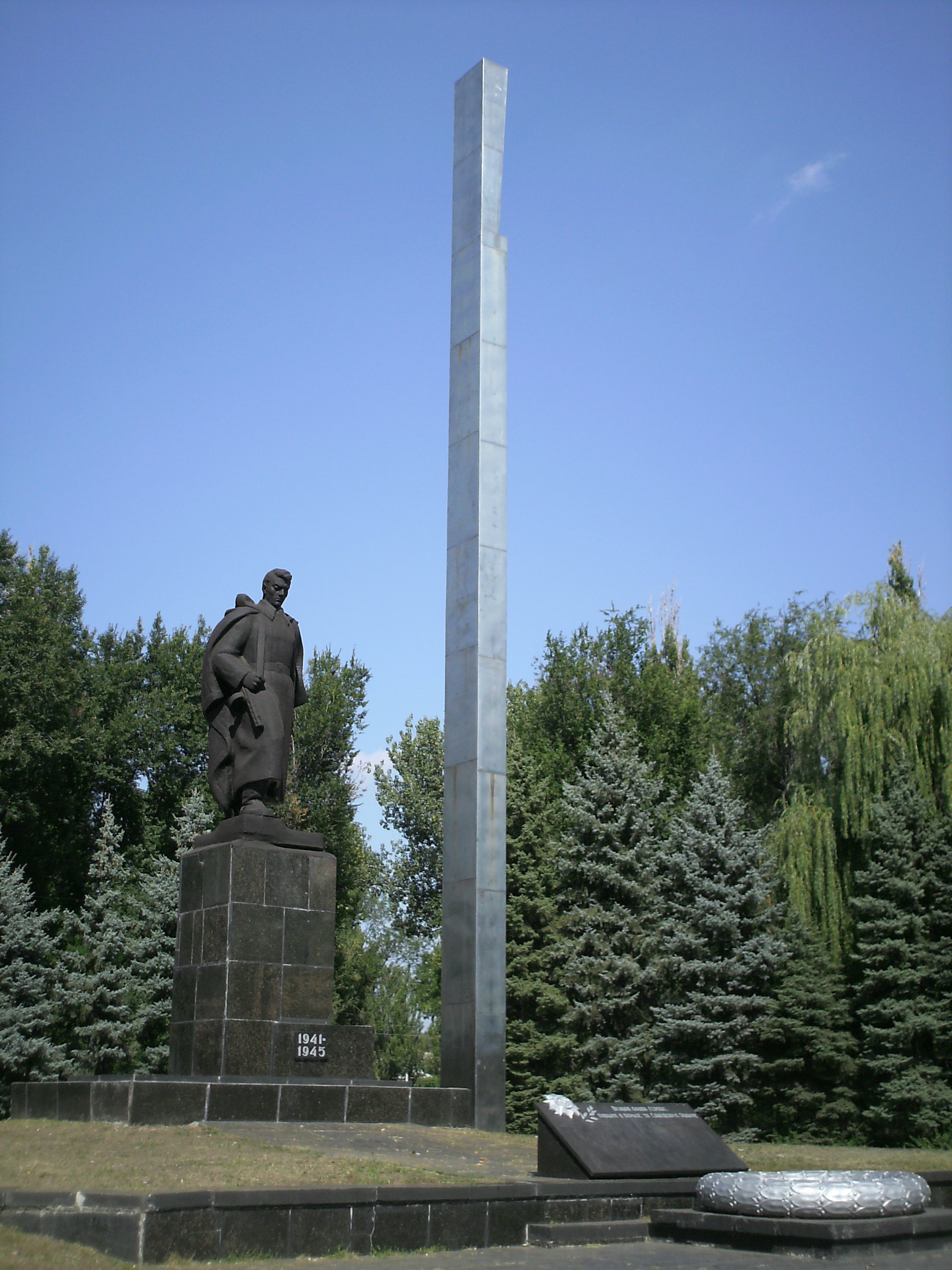
Mémorial de la Seconde guerre mondiale, classé[9],
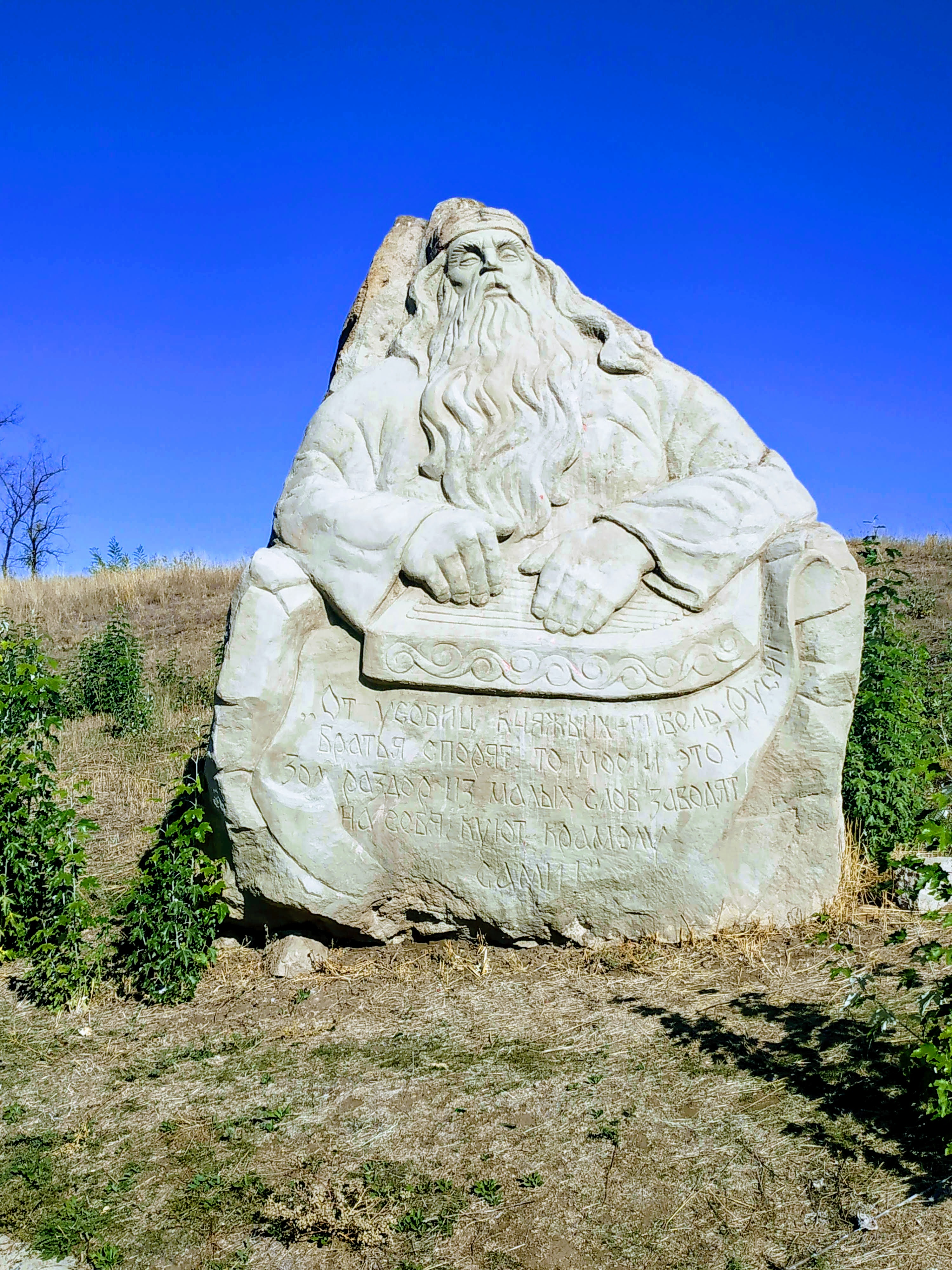
mémorial de la colonie cosaque, classé[10],
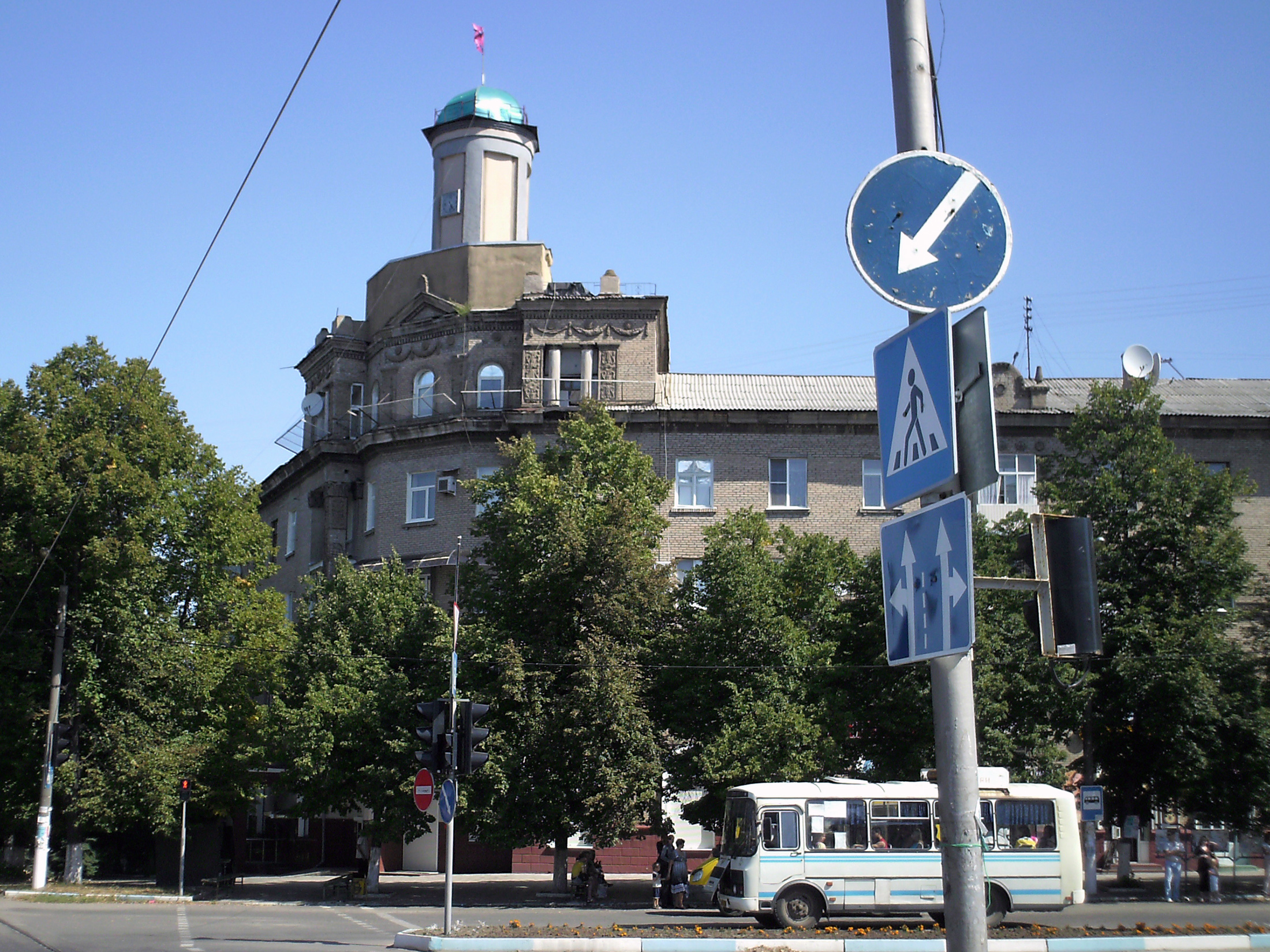
Immeuble avec tourelle du centre-ville, classé[11],
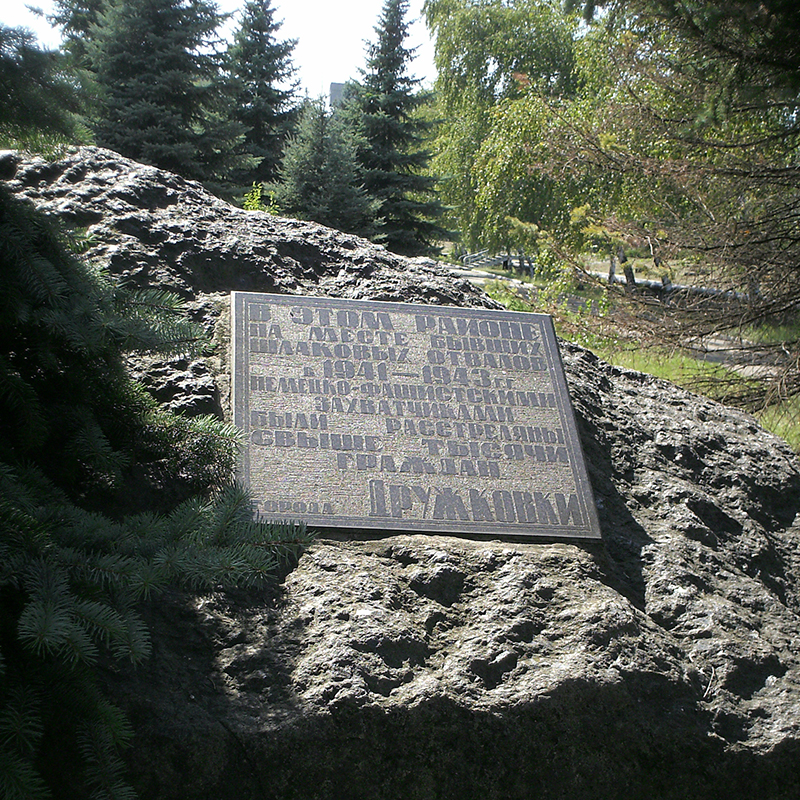
Plaque en hommage aux habitants fusillés par l'occupant allemand, classée[12],
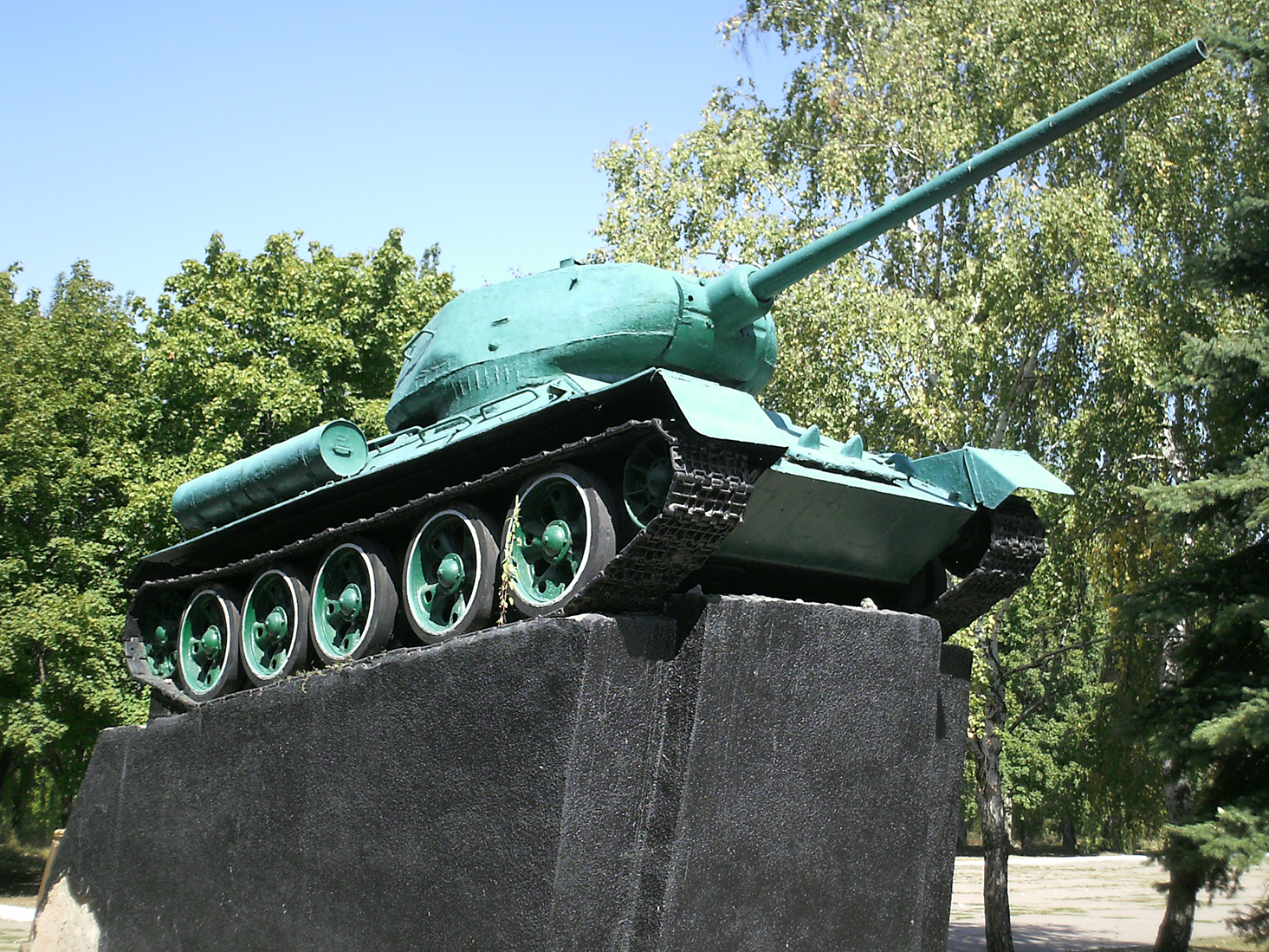
Monument en hommage à la libération de la ville avec un char T-34, classée[13],
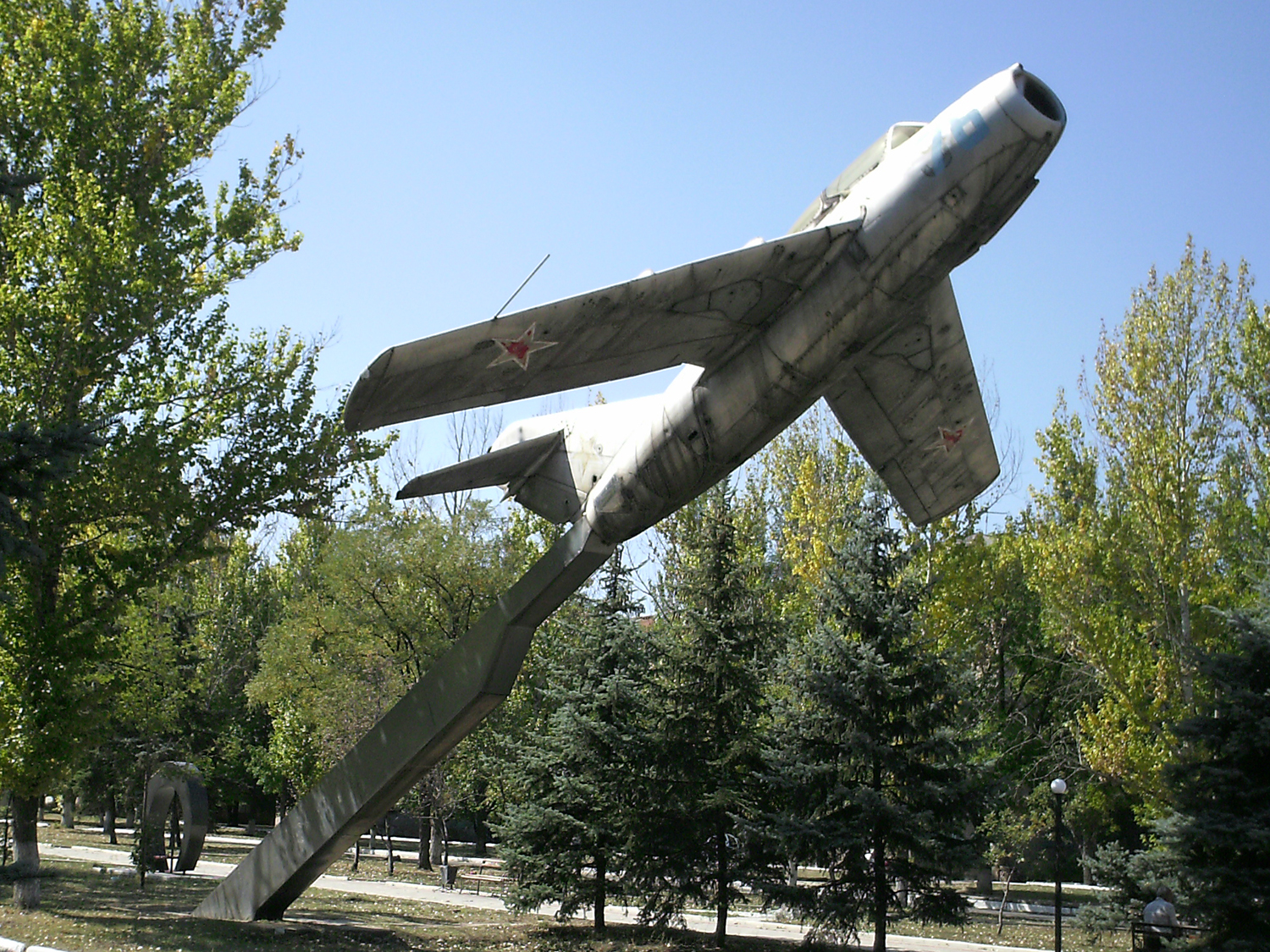
Monument en hommage aux pilotes soviétiques de la Grande Guerre patriotique, classé[14],
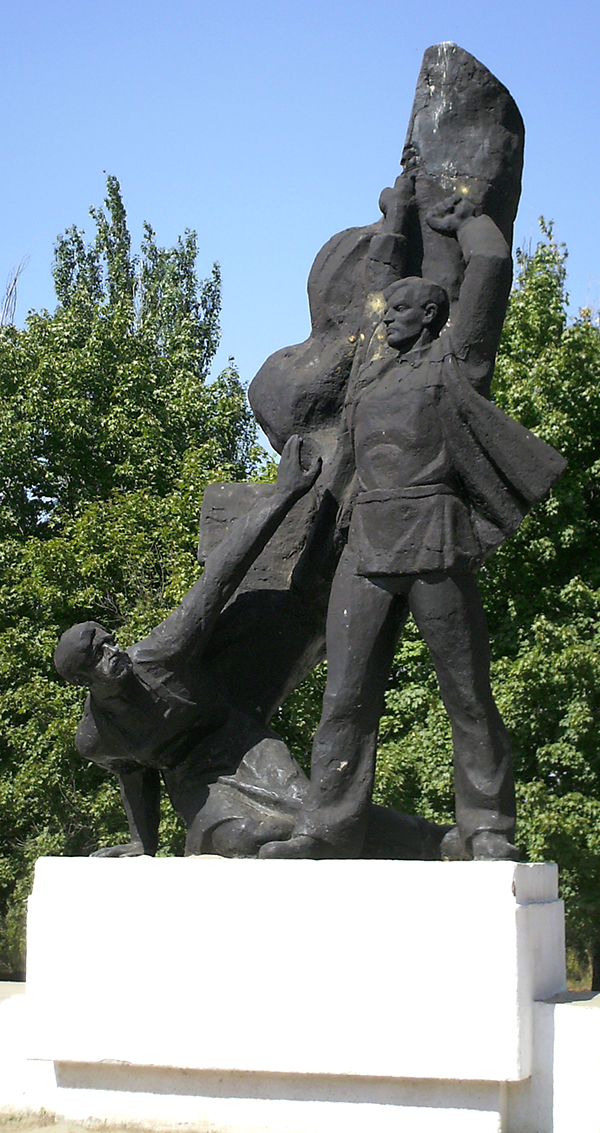
Monument aux morts de la Grande Guerre patriotique, classé[15],
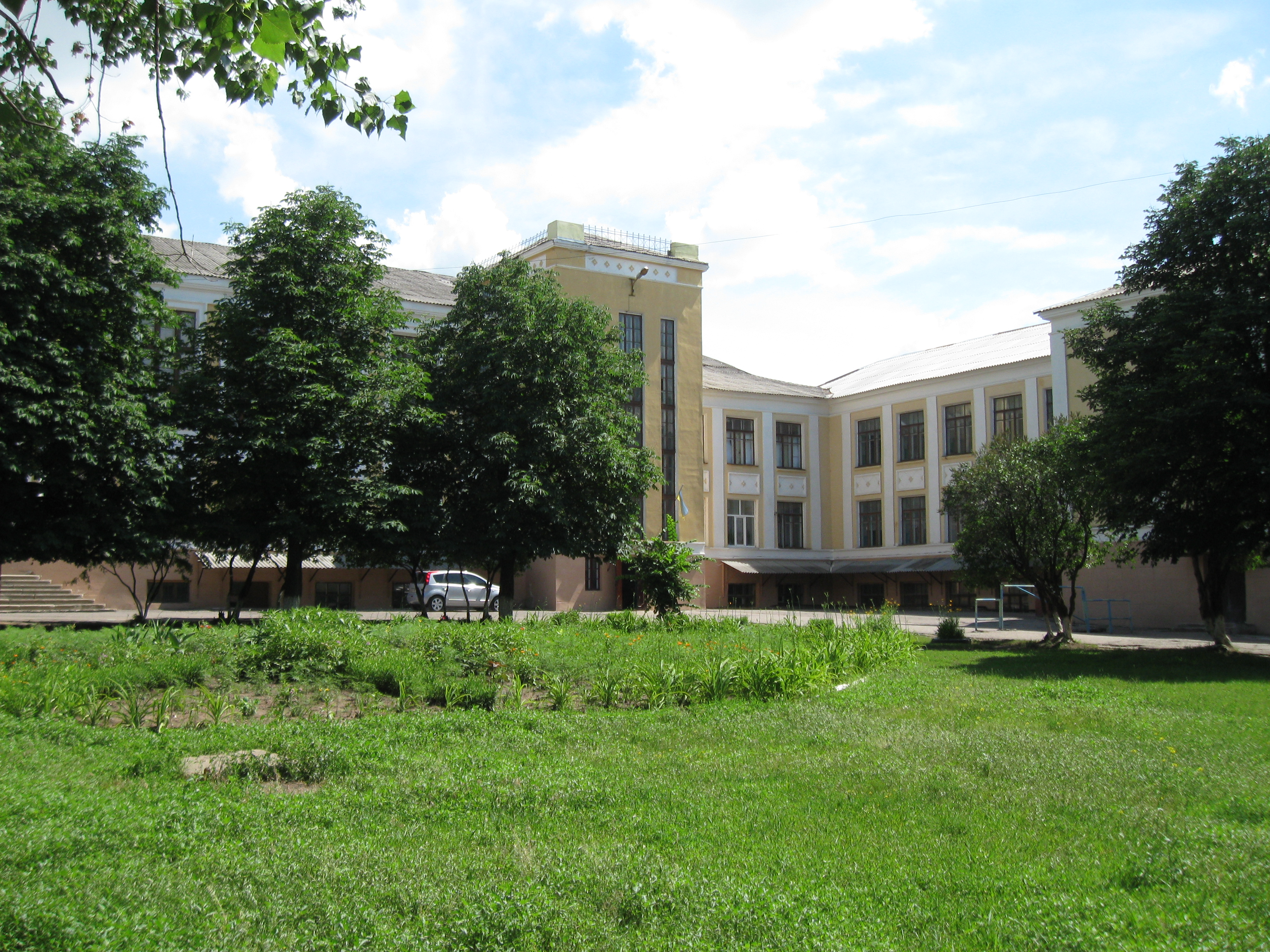
Vue de l'école n° 6.